# Pteraster solitarius
Pteraster solitarius är en sjöstjärneart som beskrevs av Alexander Michailovitsch Djakonov 1958. Pteraster solitarius ingår i släktet Pteraster och familjen knubbsjöstjärnor. Inga underarter finns listade i Catalogue of Life.